# Cyril Norman Hinshelwood
Pour l’article homonyme, voir Hinshelwood.
Cyril Norman Hinshelwood (19 juin 1897 - 9 octobre 1967) est un physico-chimiste anglais. Il est colauréat avec Nikolaï Semionov du prix Nobel de chimie de 1956.

## Biographie
Né à Londres, il est le fils de Norman Macmillan Hinshelwood, expert-comptable, et Ethel Frances Smith. Il est scolarisé d'abord au Canada, puis retourne en Angleterre en 1905 à la mort de son père et emménage dans un petit appartement de Chelsea où il vit le reste de sa vie. Il étudie alors à l'école de Westminster, puis au Balliol College de l'Université d'Oxford.
Pendant la Première Guerre mondiale, Hinshelwood est chimiste dans une usine d'explosifs. Il est directeur d'études au Trinity College de 1921 à 1937 et le professeur de chimie à l'université d'Oxford à partir de 1937. Il prend part à plusieurs conseils consultatifs au sujet des sciences pour le gouvernement britannique. Il est élu membre de la Royal Society en 1929 et en est le président de 1955 à 1960. Il est fait chevalier en 1948 et reçoit l'Ordre du Mérite en 1960.
Ses premières recherches en cinétique moléculaire aboutissent à la publication de Thermodynamics for Students of Chemistry (en français : La Thermodynamique pour les étudiants en chimie) et The Kinetics of Chemical Change (en français : La Cinétique des réactions chimiques) en 1926. Avec Harold Warris Thompson, il étudie la réaction explosive de l'hydrogène et de l'oxygène et décrit le phénomène de réaction en chaîne. Ses travaux ultérieurs sur les réactions des cellules bactériennes se montrent d'une grande importance pour la recherche future sur les antibiotiques et les agents thérapeutiques, et son livre The Chemical Kinetics of the Bacterial Cell (en français : La Cinétique chimique des cellules bactériennes) est publié en 1946, suivi par Growth, Function and Regulation in Bacterial Cells (Croissance, fonction et régulation des cellules bactériennes) en 1966.
Lui et Nikolaï Semionov reçoivent conjointement le prix Nobel de chimie de 1956 « pour leurs recherches sur le mécanisme des réactions chimiques ».
Hinshelwood est président de la Chemical Society et de la Faraday Society, et reçoit beaucoup de récompenses et distinctions honorifiques.
Hinshelwood n'est jamais marié. Il parlait couramment plusieurs langues et ses principales passions étaient la peinture, la collection de porcelaine chinoise et la littérature étrangère. Il décéda à son domicile le 9 octobre 1967.

## Distinctions et récompenses
- 1942 : médaille Davy
- 1956 : prix Nobel de chimie